# Way Empulau Ulu
Way Empulau Ulu is een bestuurslaag in het regentschap Lampung Barat van de provincie Lampung, Indonesië. Way Empulau Ulu telt 1808 inwoners (volkstelling 2010).